# Herbert Holtzhauer
Herbert Holtzhauer (* 17. März 1906 in Leipzig; † 17. November 1987 in Villingen-Schwenningen) war ein deutscher Betriebswirt, Verleger und Politiker (SPD).

## Leben
Der Sohn des Handwerkers Otto Holtzhauer und der Hulda, geb. Koch, besuchte von 1912 bis 1920 die Mittelschule und von 1922 bis 1924 die Wirtschaftsschule in Leipzig. Seit 1921 betätigte er sich in der sozialistischen Jugendorganisation. 1925/26 folgten wirtschaftswissenschaftliche Studien an der Universität Leipzig und 1927/28 der Besuch der Staatlichen Fachschule für Wirtschaft und Verwaltung sowie der Hochschule für Politik. Er absolvierte 1928/29 ein sechsmonatiges Volontariat beim Vorwärts in Berlin und arbeitete von 1929 bis 1933 als Lokalredakteur bei der sozialdemokratischen Tageszeitung Volksstimme in Schwenningen.
Nach der Machtübernahme der Nationalsozialisten wurde Holtzhauer von März bis August 1933 im KZ Heuburg bei Stetten interniert. Von September 1933 bis Juli 1935 war er erwerbslos. Im Juli 1935 fand er eine Beschäftigung als Betriebswirtschafter und in den folgenden Jahren war er als Verlagsbuchhändler tätig. Von September 1935 bis Mai 1936 wurde er wegen illegaler Tätigkeit, speziell der Neugründung von Parteien, für sieben Monate in einem Gefängnis inhaftiert. Im Februar 1939 wurde er wegen Hochverrates vor dem Oberlandesgericht Stuttgart angeklagt, dann aber freigesprochen.
Holtzhauer gründete 1945 den Neckar-Verlag in Schwenningen und war dessen alleiniger Inhaber. Er beteiligte sich am Aufbau der Gewerkschaftszeitung für Württemberg-Hohenzollern und war von 1946 bis 1947 deren Chefredakteur. Außerdem war er Begründer des Vereins Volkshochschulheim Inzigkofen. 1946 zählte er zu den Gründern der SPD in Schwenningen und von 1952 bis 1956 war er Mitglied des Landesvorstandes der SPD Baden-Württemberg. Des Weiteren war er Mitglied des Landschaftsrates und des Kreistages.
Holtzhauer war von 1946 bis 1952 Mitglied der Beratenden Landesversammlung und des Landtages in Württemberg-Hohenzollern. Bei der Wahl zur Verfassunggebenden Landesversammlung in Baden-Württemberg 1952 zog er über die Landesliste in das Parlament ein, bei den Landtagswahlen 1956 und 1960 errang er jeweils ein Zweitmandat im Landtagswahlkreis Rottweil. Bis zum Ablauf der dritten Legislaturperiode 1964 gehörte er als Abgeordneter dem baden-württembergischen Landtag an. Der Landtag wählte ihn zum Mitglied der dritten Bundesversammlung, die 1959 Heinrich Lübke zum Bundespräsidenten wählte. Seine Kandidatur bei der Bundestagswahl 1953 verlief erfolglos.
Herbert Holtzhauer war seit 1930 verheiratet und hatte ein Kind.

## Ehrungen
- 1964: Großes Verdienstkreuz der Bundesrepublik Deutschland
- 1972: Goldene Medaille der Stadt Schwenningen
- 1981: Bürgermedaille der Stadt Villingen-Schwenningen
- 1982: Verdienstorden des Landes Baden-Württemberg